# Zamek (broń)

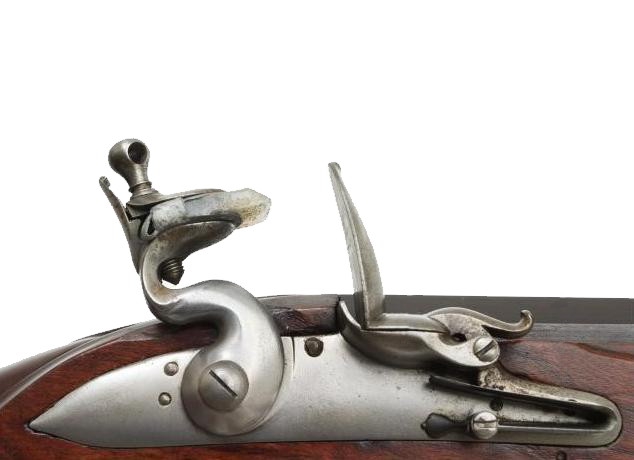
Zamek skałkowy z XVIII-XIX w.

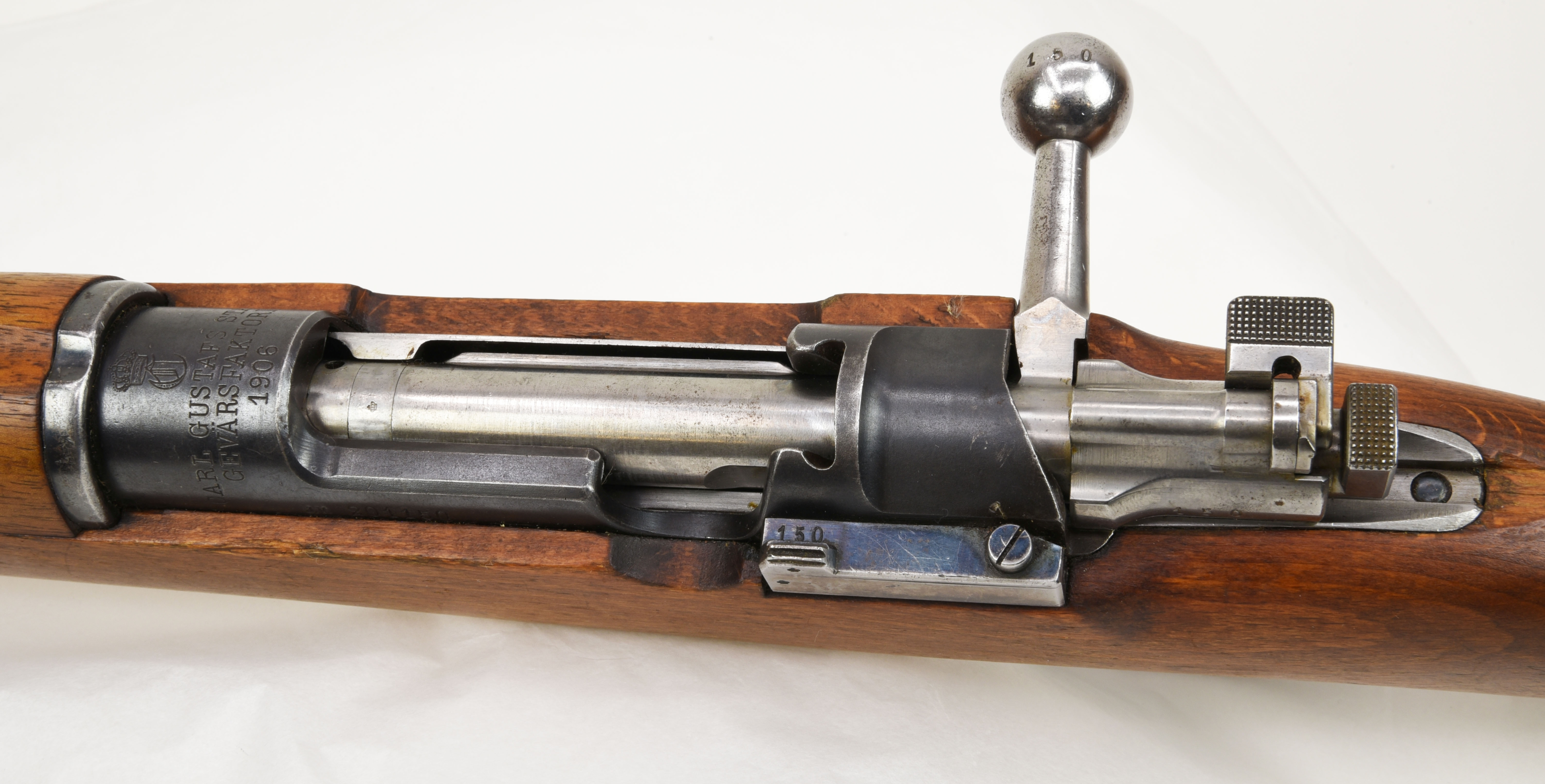
Zamek czterotaktowy karabinu Mauser m/96 z przełomu XIX/XX w.

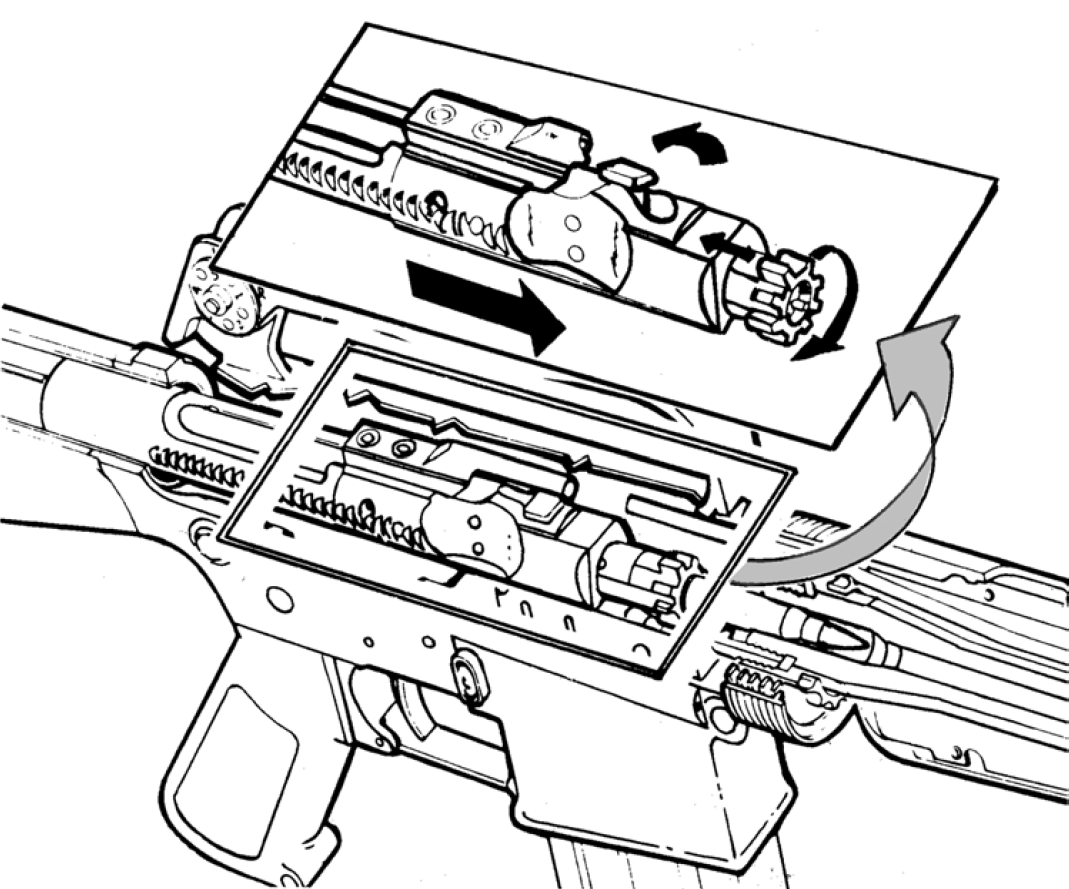
Schemat współczesnego zamka karabinu automatycznego M16

Zamek – część broni palnej, której główną funkcją jest odpalenie ładunku miotającego oraz ryglowanie przewodu lufy.
Początkowo, w broni odprzodowej zamek służył jedynie do zapalenia prochu i spowodowania wystrzału. Obecnie, w broni odtylcowej zamek jest elementem konstrukcyjnym służącym do zamykania i otwierania przewodu lufy od strony tylnej (wlotowej), w celu załadowania naboju. W zależności od konstrukcji, pełni funkcje: odpalenia naboju, ryglowania lufy, wyciągnięcia łuski, przeładowania broni. Zwykle ma mechanizmy: bezpiecznik i iglicę.

## Rodzaje zamków
- W broni odprzodowej:
  - zamek lontowy od I połowy XV wieku
  - zamek kołowy od początku XVI wieku
  - zamek skałkowy od XVII wieku
  - zamek kapiszonowy od 1807 roku
- W broni odtylcowej:
  - zamek swobodny
  - zamek półswobodny
  - zamek ryglowany
  - zamek śrubowy
  - zamek klinowy
  - zamek dwutaktowy
  - zamek czterotaktowy
  - zamek dźwigniowy
  - zamek ślizgowy
  - zamek obrotowy (w karabinie Werndl M1867).
  - zamek ślizgowo-obrotowy